# Bert Bluts
Bert Bluts is een personage uit de televisiereeks Hallo België!, gespeeld door Edo Brunner. Hij is een vast personage in het laatste seizoen (2005).

## Personage
Tijdens hun vakantie in Zuid-Afrika besluiten  Ko en Tetske Blinker om daar te blijven, hun villa in Brasschaat verkopen ze aan hun Nederlandse vrienden Bert en Bea Bluts.
Bert en Bea Bluts zijn de nieuwe Nederlandse buren van Roger Van Mechelen. Bert is getrouwd met Bea Bluts, waarbij hij volledig gedomineerd wordt door haar. Bert is niet de slimste maar wel een echte sjacheraar. Hij handelde vroeger in tweedehands-autobanden en heeft zo zijn fortuin opgebouwd. Bert heeft een grote mond, maar heeft eigenlijk weinig te zeggen in zijn relatie. Eten is zijn grote passie. Hij is erg te vinden voor animo en ambiance. Hij probeert overal leven in de brouwerij te brengen. Al is het niet in de brouwerij van Rovan. 

## Uiterlijk
- rood hemd
- blauw petje
- nogal mollig

## Cath prases
- Bé (tegen Bea)